# جون أديلبيرت ديفيس
جون أديلبيرت ديفيس (بالإنجليزية: John Adelbert Davis)‏ هو مربي أمريكي، ولد في 7 أغسطس 1871 في أفتون في الولايات المتحدة، وتوفي في 17 مارس 1934.